# Запалович, Хуго
Хуго Запалович (пол. Hugo Zapałowicz, 1852—1917) — польский военный адвокат и ботаник, автор ряда работ по флоре Галиции.

## Биография
Родился в Любляне 15 ноября 1852 года. Учился на юридическом факультете Ягеллонского университете в Кракове, окончил его в 1875 году, в 1880 году получил степень доктора права, служил в армии Австро-Венгрии. Вскоре заинтересовался изучением ботаники, в 1880—1881 годах учился ботанике в Венском университете, в свободное время исследовал флору Альп.
В 1888—1890 годах совершил кругосветное путешествие, составил геологическую карту Патагонии. В 1899 году опубликовал описание своего путешествия.
В 1894 году избран членом Академии знаний.
В 1914 году в ходе Перемышльской осады Х. Запалович был взят в плен русскими войсками и сослан в Казалинск, затем — в Перовск (современная Кызылорда), где умер 20 ноября 1917 года.

## Некоторые виды растений, названные именем Х. Запаловича
- Alchemilla zapalowiczii Pawł., 1953
- Ranunculus zapalowiczii Pacz., 1927
- Viola ×zapalowiczii Żmuda, 1920